# IC 3012
IC 3012 ist eine Spiralgalaxie vom Hubble-Typ Sa im Sternbild Jungfrau auf der Ekliptik. Sie ist rund 431 Millionen Lichtjahre von der Milchstraße entfernt und hat einen Durchmesser von etwa 65.000 Lichtjahren. 

Im selben Himmelsareal befinden sich u. a. die Galaxien NGC 4119, IC 2990, IC 3016, IC 3028.
Das Objekt wurde am 7. Mai 1904 von Royal Harwood Frost entdeckt.